# Българско мнозинство
Под  „българско мнозинство“ (на италиански: maggioranza bulgara) в италианския журналистически език се разбира съкрушително консенсусно мнозинство, което е неподкрепено от свободата на пресата или е следствие от очевиден изборен фарс, т.е. избори, чийто резултат е в явен контраст с народната воля.
Изразът произлиза от политическата ситуация на Народна република България като най-верният съюзник на Съветския съюз, както и като страна, в която не съществуват вътрешно-политически дебати. Изразът често има силен отрицателен заряд и понякога се използва иронично. Със същото значение се използва и извън строго политическата сфера.
Влиянието на израза „българско мнозинство“ върху последващите употреби на прилагателното „български“ също е потвърдено от Енциклопедия „Трекани“ във връзка с израза „български указ“.

## Забележки
1. ↑  Frequenze governo battuto alla camera //    Архивиран от оригинала на 2008-11-26.
2. ↑  От речника Il Devoto-Oli. Vocabolario della lingua italiana: „Позовавайки се на затворената и догматична политика, типична за страната от времето на Съветския блок: „български процент“ (на итал. percentuale bulgara) – плебисцитният резултат от гласуване; по аналогия: „българско мнозинство“, „български избори“ (на итал. elezioni bulgare)“.
3. ↑  Parole bulgare tra Berlusconi e Biagi //   Посетен на 2023'11'24.
4. ↑  Какво означава „българско“ на италиански?

|  | Тази страница частично или изцяло представлява превод на страницата Maggioranza bulgara в Уикипедия на италиански. Оригиналният текст, както и този превод, са защитени от Лиценза „Криейтив Комънс – Признание – Споделяне на споделеното“, а за съдържание, създадено преди юни 2009 година – от Лиценза за свободна документация на ГНУ. Прегледайте историята на редакциите на оригиналната страница, както и на преводната страница, за да видите списъка на съавторите. ВАЖНО: Този шаблон се отнася единствено до авторските права върху съдържанието на статията. Добавянето му не отменя изискването да се посочват конкретни източници на твърденията, които да бъдат благонадеждни. |